# Rugby-Union-Weltmeisterschaft 1991/Gruppe 1
Die Gruppe 1 der Rugby-Union-Weltmeisterschaft 1991 umfasste England, Italien, Titelverteidiger Neuseeland und die Vereinigten Staaten. Die Gruppenspiele fanden zwischen dem 3. und 13. Oktober statt.

## Tabelle
Bei einem Sieg gab es drei Tabellenpunkte, bei einem Unentschieden zwei und bei einer Niederlage einen. Die Erst- und Zweitplatzierten qualifizierten sich für das Viertelfinale.
|    | Land               | Spiele | Siege | Unent. | Ndlg. | Spiel- punkte | Diff. | Tabellen- punkte |
| -- | ------------------ | ------ | ----- | ------ | ----- | ------------- | ----- | ---------------- |
| 1. | Neuseeland         | 3      | 3     | 0      | 0     | 95:039        | + 56  | 9                |
| 2. | England            | 3      | 2     | 0      | 1     | 85:033        | + 52  | 7                |
| 3. | Italien            | 3      | 1     | 0      | 2     | 57:076        | − 19  | 5                |
| 4. | Vereinigte Staaten | 3      | 0     | 0      | 3     | 24:113        | − 89  | 3                |

## Spiele

### England – Neuseeland
| 3. Oktober 1991 15:00 WESZ | England                                                  | 12 : 18        | Neuseeland                                                                               | Twickenham Stadium, London Zuschauer: 70.000 Schiedsrichter: Jim Fleming (Schottland) |
| 3. Oktober 1991 15:00 WESZ | Straftritte: Webb (3) 1., 16., 30. Dropgoals: Andrew 39. | (12:9) Bericht | Versuche: M. Jones 52. erh. Erhöhungen: Fox (1/1) Straftritte: Fox (4) 5., 10., 26., 56. | Twickenham Stadium, London Zuschauer: 70.000 Schiedsrichter: Jim Fleming (Schottland) |

| 15                 | Jonathan Webb      |
| 14                 | Rory Underwood     |
| 13                 | Will Carling       |
| 12                 | Jeremy Guscott     |
| 11                 | Chris Oti          |
| 10                 | Rob Andrew         |
| 09                 | Richard Hill       |
| 08                 | Dean Richards      |
| 07                 | Peter Winterbottom |
| 06                 | Mike Teague        |
| 05                 | Wade Dooley        |
| 04                 | Paul Ackford       |
| 03                 | Jeff Probyn        |
| 02                 | Brian Moore        |
| 01                 | Jason Leonard      |
| Auswechselspieler: |                    |
| 16                 | Simon Halliday     |
| 17                 | David Pears        |
| 18                 | Dewi Morris        |
| 19                 | Paul Rendall       |
| 20                 | John Olver         |
| 21                 | Mickey Skinner     |
| Trainer:           |                    |
| Geoff Cooke        |                    |

| 15                 | Terry Wright     |     |
| 14                 | John Kirwan      |     |
| 13                 | Craig Innes      |     |
| 12                 | Bernie McCahill  |     |
| 11                 | John Timu        |     |
| 10                 | Grant Fox        |     |
| 09                 | Graeme Bachop    |     |
| 08                 | Zinzan Brooke    | 69. |
| 07                 | Michael Jones    |     |
| 06                 | Alan Whetton     |     |
| 05                 | Gary Whetton     |     |
| 04                 | Ian Jones        |     |
| 03                 | Richard Loe      |     |
| 02                 | Sean Fitzpatrick |     |
| 01                 | Steve McDowall   |     |
| Auswechselspieler: |                  |     |
| 16                 | Andy Earl        |     |
| 17                 | Shayne Philpott  | 69. |
| 18                 | Walter Little    |     |
| 19                 | Jon Preston      |     |
| 20                 | Graham Purvis    |     |
| 21                 | Graham Dowd      |     |
| Trainer:           |                  |     |
| John Hart          |                  |     |

### Italien – USA
| 5. Oktober 1991 13:00 WESZ | Italien | 30 : 9        | Vereinigte Staaten                                                             | Cross Green, Otley Zuschauer: 7.500 Schiedsrichter: Owen Doyle (Irland) |
| 5. Oktober 1991 13:00 WESZ | Versuche: Barba 3. erh. Francescato 42. erh. Vaccari 64. erh. Gaetaniello 74. erh. Erhöhungen: Domínguez (4/4) Straftritte: Domínguez (2) 39., 80. | (9:3) Bericht | Versuche: Swords 66. erh. Erhöhungen: Williams (1/1) Straftritte: Williams 29. | Cross Green, Otley Zuschauer: 7.500 Schiedsrichter: Owen Doyle (Irland) |

| 15                 | Luigi Troiani         |
| 14                 | Paolo Vaccari         |
| 13                 | Fabio Gaetaniello     |
| 12                 | Stefano Barba         |
| 11                 | Marcello Cuttitta     |
| 10                 | Diego Domínguez       |
| 09                 | Ivan Francescato      |
| 08                 | Gianni Zanon          |
| 07                 | Carlo Checchinato     |
| 06                 | Roberto Saetti        |
| 05                 | Giambattista Croci    |
| 04                 | Roberto Favaro        |
| 03                 | Franco Properzi-Curti |
| 02                 | Giancarlo Pivetta     |
| 01                 | Massimo Cuttitta      |
| Auswechselspieler: |                       |
| 16                 | Carlo Orlandi         |
| 17                 | Giovanni Grespan      |
| 18                 | Massimo Giovanelli    |
| 19                 | Francesco Pietrosanti |
| 20                 | Massimo Bonomi        |
| 21                 | Stefano Bordon        |
| Trainer:           |                       |
| Bertrand Fourcade  |                       |

| 15                 | Ray Nelson    |     |
| 14                 | Gary Hein     |     |
| 13                 | Mark Williams |     |
| 12                 | Kevin Higgins |     |
| 11                 | Eric Whitaker |     |
| 10                 | Mike de Jong  |     |
| 09                 | Barry Daily   |     |
| 08                 | Tony Ridnell  |     |
| 07                 | Rob Farley    |     |
| 06                 | Brian Vizard  | 58. |
| 05                 | Bill Leversee |     |
| 04                 | Kevin Swords  |     |
| 03                 | Fred Paoli    |     |
| 02                 | Tony Flay     |     |
| 01                 | Chris Lippert |     |
| Auswechselspieler: |               |     |
| 16                 | Lance Manga   |     |
| 17                 | Shawn Lipman  | 58. |
| 18                 | Pat Johnson   |     |
| 19                 | Mark Pidcock  |     |
| 20                 | Paul Sheehy   |     |
| 21                 | Chris O’Brien |     |
| Trainer:           |               |     |
| Jim Perkins        |               |     |

### Neuseeland – USA
| 8. Oktober 1991 13:00 WESZ | Neuseeland | 46 : 6         | Vereinigte Staaten                 | Kingsholm Stadium, Gloucester Zuschauer: 12.000 Schiedsrichter: Efrahim Sklar (Argentinien) |
| 8. Oktober 1991 13:00 WESZ | Versuche: Earl 21. n.erh. Wright (3) 23. n.erh., 27. erh., 79. erh. Purvis 45. erh. Timu 52. n.erh. Tuigamala 72. n.erh. Innes 77. erh. Erhöhungen: Preston (4/8) Straftritte: Preston (2) 14., 79. | (20:3) Bericht | Straftritte: Williams (2) 34., 55. | Kingsholm Stadium, Gloucester Zuschauer: 12.000 Schiedsrichter: Efrahim Sklar (Argentinien) |

| 15                 | Terry Wright     |
| 14                 | John Timu        |
| 13                 | Craig Innes      |
| 12                 | Bernie McCahill  |
| 11                 | Inga Tuigamala   |
| 10                 | Jon Preston      |
| 09                 | Graeme Bachop    |
| 08                 | Andy Earl        |
| 07                 | Michael Jones    |
| 06                 | Alan Whetton     |
| 05                 | Gary Whetton     |
| 04                 | Ian Jones        |
| 03                 | Graham Purvis    |
| 02                 | Sean Fitzpatrick |
| 01                 | Steve McDowall   |
| Auswechselspieler: |                  |
| 16                 | Shayne Philpott  |
| 17                 | Walter Little    |
| 18                 | Jason Hewett     |
| 19                 | Mark Carter      |
| 20                 | Richard Loe      |
| 21                 | Graham Dowd      |
| Trainer:           |                  |
| John Hart          |                  |

| 15                 | Paul Sheehy       |     |
| 14                 | Gary Hein         |     |
| 13                 | Mark Williams     |     |
| 12                 | Joe Burke         |     |
| 11                 | Eric Whitaker     |     |
| 10                 | Chris O’Brien     |     |
| 09                 | Mark Pidcock      |     |
| 08                 | Tony Ridnell      |     |
| 07                 | Shawn Lipman      |     |
| 06                 | Mark Sawicki      |     |
| 05                 | Chuck Tunnacliffe |     |
| 04                 | Kevin Swords      |     |
| 03                 | Norman Mottram    |     |
| 02                 | Pat Johnson       |     |
| 01                 | Chris Lippert     | 51. |
| Auswechselspieler: |                   |     |
| 16                 | Lance Manga       | 51. |
| 17                 | Ray Nelson        |     |
| 18                 | Mike de Jong      |     |
| 19                 | Barry Daily       |     |
| 20                 | Tony Flay         |     |
| 21                 | Rob Farley        |     |
| Trainer:           |                   |     |
| Jim Perkins        |                   |     |

### England – Italien
| 8. Oktober 1991 15:00 WESZ | England | 36 : 6         | Italien                                                 | Twickenham Stadium, London Zuschauer: 30.000 Schiedsrichter: Brian Anderson (Schottland) |
| 8. Oktober 1991 15:00 WESZ | Versuche: Underwood 12. erh. Guscott (2) 40. erh., 48. erh. Webb 61. erh. Erhöhungen: Webb (4/4) Straftritte: Webb (4) 2., 7., 14., 23. | (24:0) Bericht | Versuche: Cuttitta 58. erh. Erhöhungen: Domínguez (1/1) | Twickenham Stadium, London Zuschauer: 30.000 Schiedsrichter: Brian Anderson (Schottland) |

| 15                 | Jonathan Webb      |     |
| 14                 | Rory Underwood     |     |
| 13                 | Will Carling       |     |
| 12                 | Jeremy Guscott     |     |
| 11                 | Chris Oti          |     |
| 10                 | Rob Andrew         |     |
| 09                 | Richard Hill       |     |
| 08                 | Dean Richards      |     |
| 07                 | Peter Winterbottom |     |
| 06                 | Mike Teague        |     |
| 05                 | Nigel Redman       |     |
| 04                 | Paul Ackford       |     |
| 03                 | Jeff Probyn        | 58. |
| 02                 | Brian Moore        |     |
| 01                 | Jason Leonard      |     |
| Auswechselspieler: |                    |     |
| 16                 | Dewi Morris        |     |
| 17                 | David Pears        |     |
| 18                 | Simon Halliday     |     |
| 19                 | Paul Rendall       | 58. |
| 20                 | John Olver         |     |
| 21                 | Mickey Skinner     |     |
| Trainer:           |                    |     |
| Geoff Cooke        |                    |     |

| 15                 | Luigi Troiani         | 45. |
| 14                 | Paolo Vaccari         |     |
| 13                 | Fabio Gaetaniello     |     |
| 12                 | Stefano Barba         |     |
| 11                 | Marcello Cuttitta     |     |
| 10                 | Diego Domínguez       |     |
| 09                 | Ivan Francescato      |     |
| 08                 | Gianni Zanon          |     |
| 07                 | Massimo Giovanelli    |     |
| 06                 | Roberto Saetti        |     |
| 05                 | Giambattista Croci    |     |
| 04                 | Roberto Favaro        |     |
| 03                 | Franco Properzi-Curti |     |
| 02                 | Giancarlo Pivetta     |     |
| 01                 | Massimo Cuttitta      |     |
| Auswechselspieler: |                       |     |
| 16                 | Guido Rossi           |     |
| 17                 | Massimo Bonomi        | 45. |
| 18                 | Giovanni Grespan      |     |
| 19                 | Carlo Checchinato     |     |
| 20                 | Francesco Pietrosanti |     |
| 21                 | Edgardo Venturi       |     |
| Trainer:           |                       |     |
| Bertrand Fourcade  |                       |     |

### England – USA
| 11. Oktober 1991 15:00 WESZ | England | 37 : 9         | Vereinigte Staaten                                                             | Twickenham Stadium, London Zuschauer: 45.000 Schiedsrichter: Les Peard (Wales) |
| 11. Oktober 1991 15:00 WESZ | Versuche: Underwood (2) 8. erh., 80. n.erh. Carling 32. erh. Skinner 62. erh. Heslop 68. erh. Erhöhungen: Hodgkinson (4/4) Straftritte: Hodgkinson (3) 5., 12., 25. | (21:3) Bericht | Versuche: Nelson 47. erh. Erhöhungen: Williams (1/1) Straftritte: Williams 20. | Twickenham Stadium, London Zuschauer: 45.000 Schiedsrichter: Les Peard (Wales) |

| 15                 | Simon Hodgkinson |
| 14                 | Nigel Heslop     |
| 13                 | Will Carling     |
| 12                 | Simon Halliday   |
| 11                 | Rory Underwood   |
| 10                 | Rob Andrew       |
| 09                 | Richard Hill     |
| 08                 | Dean Richards    |
| 07                 | Gary Rees        |
| 06                 | Mickey Skinner   |
| 05                 | Wade Dooley      |
| 04                 | Nigel Redman     |
| 03                 | Gary Pearce      |
| 02                 | John Olver       |
| 01                 | Jason Leonard    |
| Auswechselspieler: |                  |
| 16                 | Jonathan Webb    |
| 17                 | David Pears      |
| 18                 | Dewi Morris      |
| 19                 | Paul Rendall     |
| 20                 | Brian Moore      |
| 21                 | Paul Ackford     |
| Trainer:           |                  |
| Geoff Cooke        |                  |

| 15                 | Ray Nelson        |     |
| 14                 | Gary Hein         |     |
| 13                 | Mark Williams     |     |
| 12                 | Kevin Higgins     | 40. |
| 11                 | Paul Sheehy       |     |
| 10                 | Chris O’Brien     |     |
| 09                 | Mark Pidcock      |     |
| 08                 | Tony Ridnell      |     |
| 07                 | Rob Farley        | 70. |
| 06                 | Shawn Lipman      |     |
| 05                 | Kevin Swords      |     |
| 04                 | Chuck Tunnacliffe |     |
| 03                 | Norman Mottram    |     |
| 02                 | Tony Flay         |     |
| 01                 | Lance Manga       |     |
| Auswechselspieler: |                   |     |
| 16                 | Eric Whitaker     |     |
| 17                 | Jay Wilkerson     | 70. |
| 18                 | Pat Johnson       |     |
| 19                 | Barry Daily       |     |
| 20                 | Mike de Jong      | 40. |
| Trainer:           |                   |     |
| Jim Perkins        |                   |     |

### Italien – Neuseeland
| 13. Oktober 1991 15:00 WESZ | Italien | 21 : 31         | Neuseeland | Welford Road Stadium, London Zuschauer: 15.711 Schiedsrichter: Kerry Fitzgerald (Australien) |
| 13. Oktober 1991 15:00 WESZ | Versuche: Cuttita 56. erh. Bonomi 76. erh. Erhöhungen: Domínguez (2/2) Straftritte: Domínguez (3) 22., 51., 68. | (21:16) Bericht | Versuche: Brooke 2. erh. Innes 25. n.erh. Tuigamala 43. erh. Hewett 62. erh. Erhöhungen: Fox (3/4) Straftritte: Fox (3) 6., 15., 53. | Welford Road Stadium, London Zuschauer: 15.711 Schiedsrichter: Kerry Fitzgerald (Australien) |

| 15                 | Paolo Vaccari           |     |
| 14                 | Edgardo Venturi         |     |
| 13                 | Fabio Gaetaniello       |     |
| 12                 | Diego Domínguez         |     |
| 11                 | Marcello Cuttitta       |     |
| 10                 | Massimo Bonomi          |     |
| 09                 | Ivan Francescato        |     |
| 08                 | Carlo Checchinato       |     |
| 07                 | Massimo Giovanelli      |     |
| 06                 | Alessandro Bottacchiari |     |
| 05                 | Giambattista Croci      |     |
| 04                 | Roberto Favaro          |     |
| 03                 | Franco Properzi-Curti   | 44. |
| 02                 | Giancarlo Pivetta       |     |
| 01                 | Massimo Cuttitta        |     |
| Auswechselspieler: |                         |     |
| 16                 | Daniele Tebaldi         |     |
| 17                 | Stefano Bordon          |     |
| 18                 | Francesco Pietrosanti   |     |
| 19                 | Gianni Zanon            |     |
| 20                 | Giovanni Grespan        | 44. |
| 21                 | Carlo Orlandi           |     |
| Trainer:           |                         |     |
| Bertrand Fourcade  |                         |     |

| 15                 | Terry Wright     | 73. |
| 14                 | John Kirwan      |     |
| 13                 | Craig Innes      |     |
| 12                 | Walter Little    |     |
| 11                 | Inga Tuigamala   |     |
| 10                 | Grant Fox        |     |
| 09                 | Jason Hewett     |     |
| 08                 | Zinzan Brooke    |     |
| 07                 | Mark Carter      |     |
| 06                 | Alan Whetton     |     |
| 05                 | Gary Whetton     |     |
| 04                 | Ian Jones        |     |
| 03                 | Richard Loe      |     |
| 02                 | Sean Fitzpatrick |     |
| 01                 | Steve McDowall   |     |
| Auswechselspieler: |                  |     |
| 16                 | Shayne Philpott  | 73. |
| 17                 | Bernie McCahill  |     |
| 18                 | Jon Preston      |     |
| 19                 | Paul Henderson   |     |
| 20                 | Andy Earl        |     |
| 21                 | Graham Dowd      |     |
| Trainer:           |                  |     |
| John Hart          |                  |     |